# Udu-Ai (Ort)
Udu-Ai (Uduai) ist ein osttimoresischer Ort im Suco Carabau (Verwaltungsamt Bobonaro, Gemeinde Bobonaro). Das Dorf liegt im Norden der Aldeia Udu-Ai, auf einer Meereshöhe von 838 m. Die Häuser reihen sich entlang der Überlandstraße von Maliana nach Zumalai in mehreren Gruppen. Außerdem führen zwei Straßen nach Osten in den Norden des Sucos zu den Orten Atumnaro und Carabau. Südöstlich des Dorfes Udu-Ai liegt der Berg Udu-Ai (880 m). Auf dem Berg befindet sich eine Sendeanlage der Telkomcel. Südwestlich liegt jenseits des Flusses Loumea an der Überlandstraße das Nachbardorf Tasibalu, nordöstlich im Suco Lourba das Dorf Ohobin.
In Udu-Ai befinden sich der Sitz des Sucos Carabau, die Kapelle Nossa Senhora de Fatima Carabau, der Markt von Carabau und ein kleiner Friedhof.